# 黄梦玲
黄梦玲（1933年10月—），曾用名黄梦白，女，湖北江陵人，中华人民共和国政治人物，曾任第七、八、九届全国政协委员。